# Metamunirita
La metamunirita és un mineral de la classe dels òxids. Rep el seu nom de la seva relació amb la munirita, de la qual pot ser que es pugui formar per deshidratació.

## Característiques
La metamunirita és químicament metavanadat de sodi de fórmula química NaVO₃. Cristal·litza en el sistema ortoròmbic. Els cristalls són fibrosos, en forma d'agulla, o llistons aplanats, amb {101} dominant, sense acabar, de fins a 1 mm; també es troba en agrupacions radiants d'agulles.
Segons la classificació de Nickel-Strunz, la metamunirita pertany a «04.HD - Inovanadats» juntament amb els següents minerals: rossita, metarossita,
munirita, dickthomssenita i ansermetita.

## Formació i jaciments
La metamurinita és un mineral molt rar que es forma en cavitats en gresos arenosos que contenen vanadi. Va ser descoberta a la mina Burro (C-SR-13 Mesa), al Comtat de San Migue (Colorado, Estats Units). També ha estat descrita en altres indrets de Colorado i als estats nord-americans de Califòrnia i Utah; a Agios Konstantinos, a Làurion (Àtica, Grècia) i a la mina Anren, al comtat de Jiande (Zhejiang, Xina). A Catalunya ha estat trobada a la mina Eureka, a Castell-estaó (Pallars Jussà, Lleida).
Sol trobar-se associada a altres minerals com: rossita, metarossita, pascoïta i diversos minerals argilosos.